# Triceratops
Triceratops (udtales tri-SE-ra-tops) var en middelstor, planteædende slægt af dinosaurer, der levede i Sen Kridt, for omkring 68-65,5 millioner år siden.

## Beskrivelse
Triceratops kunne blive 8-9 m lang og veje 6 ton. Den massive nakkekam er karakteristisk for Triceratops og de lange nakkekraver og det korte næsehorn gør dem nært beslægtet med chasmosaurer. Nakkekraven er en sammenvoksning af issebenet (os parietale) og skælbenet (squamosum). Både pande- og næsehorn var dækket af en hornskede, der gjorde dem længere og spidsere (pandehornstejlen var op til 90 cm lang, plus hornskeden). Ligeledes var den rostrale og prædentale knogle dækket af et fugleagtigt hornnæb til at klippe kviste og blade af planterne. Kindtænderne gled forbi hinanden som en saks og kværnede planteføden.
Triceratops' nakkekam kan have beskyttet dyrets hals og skuldre mod rovdinosaurernes tænder, der er fundet bidemærker i nakkekammene. Hannerne kan også have anvendt nakkekammen som display og yderst sandsynligt har de som kronhjorte prøvet kræfter med hinanden. Det er muligt at Triceratops har kunnet løbe og har brugt pandehornene som våben mod ærkefjenden Tyrannosaurus.
På nogle kranier har man fyldt hjernerumfanget ud med kunstharpiks og ud fra hjerneafstøbningen kan man tolke hvilke hjernecentre der var udviklet. Triceratops var kvikkere end Stegosaurus men mindre kvik end ornithopoder og rovdinosaurer.

## Fundsteder
I 1887 fandt George L. Cannon en lang pandehornstejle i Green Mountain Creek, nær Denver, Colorado. Palæontologen Othniel Marsh beskrev til at begynde med pandehornstejlen som tilhørende Bison alticornis, en bisonokse der lige skulle være uddød. Triceratops er fundet i Alberta og Saskatchewan i Canada og i Montana, North & South Dakota og Wyoming i USA.

## Museumseksemplarer
I National Museum of Natural Sciences i Ottawa, Ontario, Canada, American Museum of Natural History i New York og National Museum of Natural History (Smithsonian Institution) Washington D.C., USA er der opstillet mere eller mindre komplette triceratopsskeletter.

## Torosaurus
Tidligere blev Torosaurus betragtet som en separat slægt. Det gør den ikke mere, da man har fundet ud af, at "torosaurus" blot er en mere moden udgave af en Triceratops.